# Князь-раб
«Князь-раб» — исторический роман российского писателя Александра Родионова, впервые полностью изданный в 2007 году. Рассказывает о Сибири в начале XVIII века. Удостоен литературной премии имени В. М. Шукшина (за первый том), премии Алтайского края в области литературы, искусства, архитектуры и народного творчества.

## Сюжет
Действие романа происходит в начале XVIII века, но в отдельных сюжетных линиях речь идёт о событиях XVII и даже XVI веков. Главный герой романа — князь Матвей Петрович Гагарин, ставший в 1711 году губернатором Сибири и казнённый Петром I в 1721 году. Родионов создал широкую панораму жизни Сибири и соседних регионов — Китая, Средней Азии, европейской части России. В числе примерно 700 персонажей книги много исторических деятелей, а наряду с ними есть и вымышленные герои.

## История создания
Идея создать исторический роман о Сибири в эпоху Петра I появилась у алтайского писателя Александра Родионова не позже 1985 года. Отдельные сюжетные линии будущего «Князя-раба» были намечены в его документальной прозе, а непосредственно работа над романом началась в 1987 году. Писатель работал в архивах, изучал научную литературу, направлял запросы учёным, ездил по местам действия книги (в Китай, на Каспий, в Усть-Каменогорск, Иркутск и др.). С 1992 года отдельные фрагменты первого тома романа, получившего название «Азъ грешный», публиковались в периодике Алтая и Москвы. Полный текст вышел в четырёх номерах журнала «Алтай» в 1994—1995 годах. К 1998 году закончилась подготовка отдельного издания первого тома; однако из-за финансовых проблем книга увидела свет только в 2000 году.
В последующие годы Родионов продолжал работу, время от времени публикуя небольшие фрагменты. Сосредоточиться на дописывании второго тома он смог в 2004 году, и к апрелю 2005 года книга была закончена. Текст второй части под названием «Князь-раб» увидел свет на страницах трёх номеров журнала «Алтай» за 2005 год. В 2007 году был издан весь роман под общим названием «Князь-раб».

## Восприятие
Рецензенты отмечают «густонаселённость» романа, динамичность повествования, умение автора передавать специфику языка, на котором говорили его герои. «Князь-раб» характеризуется ими как «масштабное полотно», раскрывающее незнакомую читателю тему — жизнь Сибири в эпоху Петра I. Последний изображён Родионовым как отрицательный персонаж (недальновидный политик, робкий военачальник), а Матвей Гагарин — как более сложная личность, обладающая при всех своих недостатках государственным мышлением. «Князя-раба» высоко оценил литературовед Валентин Курбатов.
Роман был удостоен литературной премии имени В. М. Шукшина (за первый том), премии Алтайского края в области литературы, искусства, архитектуры и народного творчества. Второй том был номинирован в 2007 году на литературную премию имени Александра Невского.